# Tlaxcalteken

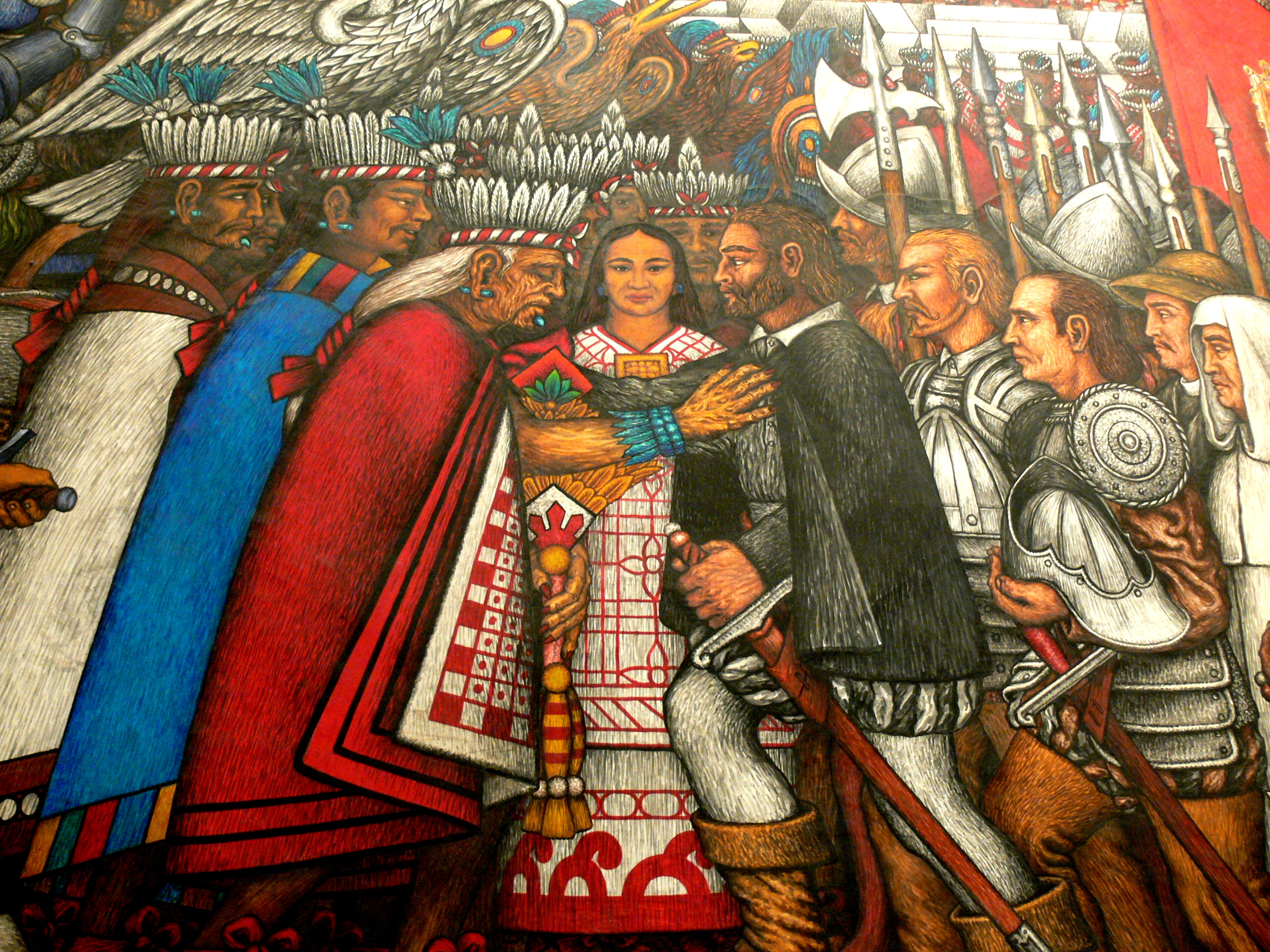
Desiderio Hernández Xochitiotzin – Aufeinandertreffen von Spaniern und Tlaxcalteken, Wandbild (mural) im Palacio de Gobierno von Tlaxcala

Die Tlaxcalteken sind ein zur Nahua-Familie gehörender mexikanischer Volksstamm, der im heutigen und nach ihnen benannten Bundesstaat Tlaxcala angesiedelt ist. Der Name Tlaxcallan (im heutigen Spanisch Tlaxcala) bedeutet auf Nahuatl „Ort des Brotes bzw. der Tortillas“.

## Geschichte
Die Tlaxcalteken wurden niemals von den Azteken besiegt. Die Azteken hatten jedoch auch ein Interesse an der Erhaltung der tlaxcaltekischen Unabhängigkeit, da sie dadurch mit ihnen rituelle Kriege führen konnten, die sogenannten „Blumenkriege“, die zur Beschaffung von Menschenopfern für ihre Götter dienten.
Während der Eroberung Mexikos durch die Spanier gingen die Tlaxcalteken nach anfänglichem Widerstand ein Bündnis mit Hernán Cortés und seinen Konquistadoren ein. Bei der Eroberung der aztekischen Hauptstadt Tenochtitlán spielten sie eine Schlüsselrolle, da sie die Spanier beim Erreichen des Tals von Mexiko unterstützten und den Hauptteil der Angriffsstreitmacht bildeten. Aufgrund dieser Allianz mit den spanischen Konquistadoren während der Eroberung Mexikos genossen die Tlaxcalteken unter der spanischen Kolonialherrschaft viele Privilegien gegenüber den anderen indigenen Völkern, wie etwa die Erlaubnis zum Tragen von Waffen, zum Reiten von Pferden, zum Führen von Adelstiteln sowie zu einer weitgehend autonomen Verwaltung ihrer Siedlungen.

## Vorbild für andere Stämme
Die Tlaxcalteken spielten eine wichtige Rolle bei der Gründung einer Reihe von Siedlungen im nördlichen Mexiko, wo die Unterwerfung der dortigen Völker für die Spanier nicht zufriedenstellend verlaufen war. Die von ihnen besiedelten Gegenden waren von kriegerischen einheimischen Völkern bewohnt, die unter dem Namen Chichimeken bekannt wurden. Die Tlaxcalteken sollten der dort heimischen Bevölkerung als vorbildliche sesshafte Untertanen der spanischen Krone dienen, die in den Minen und auf den Haziendas der Spanier arbeiteten. Die tlaxcaltekischen Kolonien auf dem Gebiet der Chichimeken lagen in den heutigen mexikanischen Bundesstaaten San Luis Potosí, Zacatecas, Durango, Coahuila, Nuevo León (z. B. Nueva Tlaxcala de Nuestra Señora de Guadalupe de Horcasistas und Santiago de las Sabinas, heute bekannt als Guadalupe bzw. Salinas Hidalgo) und Jalisco (wie etwa Villa de Nueva Tlaxcala de Quiahuistlán, das heutige Cototlán).

## Sonstiges
Die Tlaxcalteken haben sich vielfach mit den Spaniern oder auch Mestizen vermählt, so dass es nur noch sehr wenige Menschen gibt, die ausschließlich von Tlaxcalteken abstammen.